# معركة سلاميس (480 ق.م)
معركة سالاميس هي معركة بحرية وقعت في العام 480 قبل الميلاد بين تحالف من المدن اليونانية القديمة والإمبراطورية الفارسية في إطار الحروب الفارسية اليونانية. جرت المعركة بالقرب من بحر إيجة في مضيق سالاميس بين البر اليونانى وجزيرة سالاميس، وهي جزيرة في خليج سارونيك بالقرب من أثينا. وتمثل هذة المعركة القمة في تاريخ مرحلة الغزو الفارسي الثاني لبلاد الإغريق التي بدأت في عام 480 قبل الميلاد. وفيها تمكن الأثينيون وحلفاؤهم بقيادة ثيمستوكوليس من هزيمة الأسطول الفارسي الضخم (800 مركب) الذي جاء لغزو بلادهم بأسطول صغير (380 مركب).
في بداية الأحداث قامت قوات صغيرة من اليونانيين بسد ممر ثيرموبيلاي في محاولة لصد الجيش الفارسي، بينما التحمت السفن اليونانية بقيادة أثينا بالأسطول الفارسي بالقرب من مضيق
آرتميسيوم. كانت نتيجة المعركة التي وقعت في ثيرموبيلاي هي تدمير مؤخرة الجيش اليوناني بالكامل، أما معركة آرتميس فقد انتهت بخسارة كبيرة في صفوف الجيش اليوناني وتراجع للجيش اليوناني إثر معركة ثيرموبيلاي. وقد سمح هذا التراجع للفرس بغزو بويوتيا وأتيكا، بينما إنسحبت القوات اليونانية إلى موقع بالفرب من جزيرة سالاميس وبدأت الاستعداد للدفاع عن برزخ كورنث.
و بالرغم من التفوق العددى للجيش الفارسي، استطاع القائد الأثينى ثيمستوكوليس أن يقنع التحالف اليوناني باستدراج الأسطول الفارسي لمعركة جديدة، على أمل أن النصر في تلك المعركة سوف يمنع العمليات البحرية الفارسية لغزو إقليم البيلوبونيز. ولقد كان الملك الفارسي خشايارشا الأول (خشایار الأول) أو (أحشويروش الأول) أيضاً يتشوق إلى نصر حاسم على اليونانيين. ونتيجة لحيلة محبوكة من القائد اليوناني ثيمستوكوليس نجح في دفع أسطول خشايارشا الأول نحو مصيدة بحرية أعدها له الأسطول اليونانى، فأبحر الأسطول الفارسي إلى مضيق سالاميس حيى ث احتشدت السفن اليونانية في المياة الضيقة، وحاول سد مداخل المضيق ظناً منه أن اليونانيون يسعون للهروب. كانت الأعداد الكبيرة لسفن الأسطول الفارسي في المضيق عائق مؤثر لحركة السفن وقدرتها على المناورة وإتخاذ التشكيلات أثناء المعركة، فكانت السفن الفارسية تكافح من أجل المناورة في مساحة البحر الضيق وأصبحت غير منظمة. فقام الأسطول اليوناني باغتنام الفرصة، وتشكل في خط بحرى وحقق نصراً حاسماً على الأسطول الفارسي، وغرقت أو أسرت ما لا يقل عن 300 سفينة الفارسية.
و على أثر تلك المعركة، إنسحب زرکسيز بجيوشه إلى آسيا وترك ماردونيوس لإستكمال غزو اليونان. ومع ذلك، في العام التالي، تعرضت فلول الجيش الفارسي للهزيمة بشكل حاسم في معركة بلاتيا وتم تدمير ما تبقى من الأسطول الفارسي في معركة ميكال. بعد ذلك لم يحاول الفرس غزو أراضى اليونان مرة أخرى. ولهذا فإن هذة المعارك في سالاميس وبلاتيا تعتبر نقطة تحول في مسار الحروب الفارسية اليونانية كلها. ومن ثم فصاعدا، كانت أمراء اليونان هي التي تبادر بالهجوم. يعتقد الكثير من المؤرخين الغربيين أنه إذا كان الفرس قد انتصروا في معركة سالاميس، كان ذلك سوف يقود نمو الحضارة اليونانية القديمة، والحضارة الغربية المعاصرة بالتبعية، وأدى هذا بهم إلى الادعاء بأن معركة سالاميس هي واحدة من أهم المعارك في تاريخ البشرية.

## نبذة عن المصادر التاريخية
قبل ما يزيد عن ألفي عام سجل أول تاريخ مكتوب كيف حارب رجال السفن الإغريقية ضد الأسطول الفارسي الكبير، كان الملك الفارسي زركسيز قد حاصر القائد اليوناني ثيمستوكوليس وأسطوله في خليج سالاميس وقد أثبتت معركتهم الحاسمة أنها واحدة من أهم المنعطفات في التاريخ. تعتبر كتابات المؤرخ الإغريقى هيرودوت عن تلك المعركة هي المصدر الرئيسي لمعرفة وقائعها وتفاصيلها.
ولد هيرودت عام 484 ق.م في بلدة هليكرناسوس في آسيا الصغرى التي كانت تحت سيادة الأمبراطورية الفارسية في ذلك الزمان. ولقد قام هيرودت بإصدار كتاب بعنوان هيستوريا أو بالعربية «تاريخ هيرودت» حول الفترة 440–430 قبل الميلاد، في محاولة منه لتتبع أصول الحروب اليونانية-الفارسية، والتي كانت لا تزال ماضٍ قريب نسبة إلى ذلك الزمان (الحروب اليونانية-الفارسية انتهت كلياً في سنة 450 قبل الميلاد). كان المنهج الذي إتبعه هيرودوت في كتاباته غير مألوف تماماً لعصره وهو يبدو، على الأقل من وجهة نظر غربية، أنه هو الذي اخترع «التاريخ» كما نعرفه اليوم. فكان هيرودت هو أول مؤرخ يعين نفسه لتتبع أصول صراع قريب من زمنه لا يرجع إلى الماضي البعيد؛ فلم يكتب في التاريخ عن الأولين لكى تكون كتاباته مثيرة للقارئ. وكذلك لم يخضع في كتاباته لأهواء ورغبات الآلهة، ولم تعكس كتاباته إدعاءات للناس بتجليات القدر، وإنما كانت كلها استقصاءات لأحداث ووقائع تمكن هو شخصياً أن يتحقق منها.
و بالرغم من سير بعض المؤرخين اليونانيين القدامي على خطى هيرودت، إلا أنهم إنتقدوه وكان أولهم ثوسيديديس. هذا ومع العلم أن ثيوسيديدس كان قد اختار أن يبدأ كتاباته عن تاريخ اليونان حيثما انتهى هيرودوت (عند حصار مدينة سيستوس)، ويبدو أنه شعر أن كتابات هيرودوت عن التاريخ كانت دقيقة بشكلٍ كافٍ ولا تحتاج إلى إعادة نظر أو تصحيح. كما انتقد المؤرخ اليوناني بلوتارخ هيرودوت في مقالة له تسوق الدلائل «عن خبث هيرودوت»، واصفاً إياه في النص بأنه «عاشق للبربرية»؛ وذلك لكونه غير موالٍ لليونانيين بالشكل الكافى، وهو الأمر الذي يوحي بأن هيرودوت قد يكون بالفعل قد التزم بالحيادية بشكل مقبول في أعماله. وإِبان عصر النهضة، شاعت نظرة سلبية في أوروبا عن هيرودوت إلا أن كتاباته، على الرغم من ذلك، كانت لا تزال تقرأ على نطاق واسع. ولكن منذ القرن التاسع عشر حدث رد اعتبار كبير لسمعة هيرودوت، خصوصاً بعد المكتشفات الأثرية التي أكدت مراراً وتكراراً صدق روايته للأحداث. إن الفكر السائد هذة الأيام يرى أن هيرودوت في العموم قد قام بعمل رائع عن تاريخ الحروب اليونانية-الفارسية في كتابه هيستوريا، ولكن بعض تفاصيل الكتاب الخاصة بعدد القوات وتواريخ الأحداث يجب أن يتم التدقيق فيها. وجدير بالذكر في هذا السياق أن نشير إلى وجود أدلة أثرية، مثل عمود الأفعى الموجود حالياً في أسطمبول، تدعم روايات معينة في كتب هيرودوت. ومع ذلك، لا يزال هناك بعض المؤرخين المعاصرين يعتقدون أن هيرودوت قد قام باختلاق الكثير من الأحداث في كتبه.
بالإضافة لكتاب هيرودوت، يحتوى كتاب بيبليوتيكا هيستوريكا أو «مكتبة التاريخ» للمؤرخ ديودورس الصقلي، الذي أزدهرت شهرته في القرن الأول قبل الميلاد، على رصيد من الروايات حول الحروب اليونانية الفارسية، وهي مستمدة جزئياً من مؤرخ يوناني قديم اسمه إفوروس. وهو رصيد تاريخي يتوافق إلى حد ما مع روايات هيرودوت. يرد ذكر الحروب اليونانية الفارسية أيضاً بتفاصيل أقل في كتابات عدد من المؤرخين القدامى الآخرين ويشمل ذلك بلوتارخ، وتيجاس النيداسي، كما ألمح إليها مؤلفين آخرين في رواياتهم، مثل الكاتب المسرحي إسخيلوس.

## خلفية عن الصراع
في الفترة 499-494 قبل الميلاد، قامت المدن اليونانية أثينا وإريتريا بتحريض المدن الإيونية الواقعة تحت حكم الإمبراطورية الفارسية على القيام بثورة قادها المرزبان اريستارجوس طاغية مدينة ميليتوس ضد الملك داريوس أو دارا الأول ملك فارس. كانت الإمبراطورية الفارسية في تلك الفترة لا تزال حديثة نسبياً، وعرضة لثورات الشعوب الخاضعة لها. وعلاوة على ذلك، كان داريوس ملك غاصب يقضى وقتاً طويلاً في إطفاء الثورات ضد حكمه. فعندما إندلعت الثورة الإيونية كانت بالنسبة له تهديد لسلامة الإمبراطورية الفارسية، وبالتالي تعهد داريوس بمعاقبة المتورطين على ما اقترفوه في حق فارس (وخاصة أثينا التي ليست جزءاً من الإمبراطورية بالفعل). كما وجدها فرصة لتوسيع حدود إمبراطوريته لتشمل المدن يونانية القديمة المنقسمه على نفسها. فأرسل حملة ضدهم بقيادة ماردونيوس عام 492 ق.م كطليعة لتأمين الأراضي المجاورة لليونان. وقد انتهت تلك الحملة بفتح كلا من مقدونيا وتراقيا، وإجبارهما على أن تخاضعا لبلاد فارس. ولكن الأسطول اعطب بسبب العواصف الهوجاء ولم تتمكن الحملة من تحقيق كل أهدافها.
في العام التالى، سنة 491 قبل الميلاد، أرسل داريوس رسل يطلبون تسليم (الأرض والماء) إلى كل المدن اليونانية، وهو رمز للخضوع لسلطان ملك فارس. وبما أن داريوس كان قد قدم في العام السابق دليلاً على قوته، فإن غالبية المدن اليونانية إنصاعت في حينها إلا الأثينيين والإسبارطيين فقد قرروا التعاون على صد الفرس برغم خلافاتهم القديمة. فاستقبلوا رسل الفرس إستقبالاً عدائياً. لقد جاء الرسل يطلبون تسليم (الأرض والماء) فما كان من الاثينيين إلا أن حاكموا المبعوث الفارسي والقوا به من فوق صخرة الاريوس باجوس قائلين له: هذه هي الأرض وقام الاسبارطيون بعمل مشابه إذ القوا بالمبعوث الفارسي إليهم في بئر عميقة قائلين له: هذا هو الماء. وبهذا أصبحت إسبرطة هي الأخرى في حالة حرب مع فارس بشكل واضح.

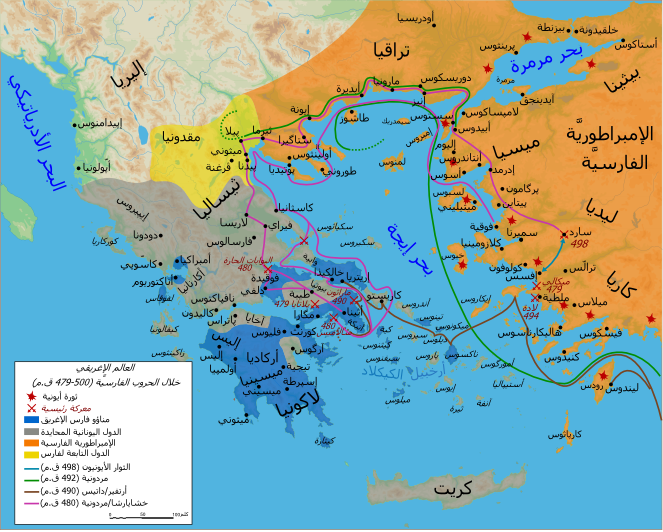
خريطة تبين العالم اليوناني القديم ومسار الحروب اليونانية - الفارسية

على أثر ذلك، قام داريوس في عام 490 قبل الميلاد بتشكيل قوة بحرية للعمليات البرمائية تحت قيادة داتوس وأرتافيرنيس، وأرسلها لمهاجمة جزيرة ناكسوس قبل أن تستسلم بافى جزر السيكلادس في بحر إيجه. ثم انتقلت القوة بعد ذلك إلى إريتريا، التي حوصرت ودمرت. وأخيراً، انتقلت القوة لمهاجمة أثينا ورسيت السفن الفارسية في خليج ماراثون وأنزلت القوات، حيث كان في استقبالها جيش من أثينا تفوقه قوات الفرس بكثير في العدد بعد أن تخلت عنهم إسبرطة. في المعركة التي أعقبت ذلك، معركة ماراثون، انتصر الأثينيون وحدهم على الفرس انتصاراً ملحوظاً، مما أدى بزوغ أثينا كقوة عسكرية هامة في اليونان القديمة وإلى انسحاب الجيش الفارسي إلى آسيا.
و كانت نتيجة تلك المعركة أن بدأ داريوس في إعداد جيش ضخم جديد بهدف إخضاع اليونان تماماً. إلا أنه في عام 486 قبل الميلاد، ثارت الأراضى المصرية الخاضعة لفارس، فقرر داريوس تأجيل حملاته على اليونان إلى أجل غير مسمى. توفي داريوس بعد ذلك، حينما كان يستعد لتسيير حملة إلى مصر للقضاء على الثورة فيها، وتولى عرش فارس إبنه زركسيز. قام زركسيز بسحق الثورة المصرية، وبسرعة كبيرة استعاد التحضيرات العسكرية لغزو اليونان. وبما أن هذة الاستعدادات كانت تهدف إلى الغزو الكامل لليونان، فكان مطلوب فيها التخطيط على المدى الطويل، والتخزين للمؤن والمعدات وتجنيد وتدريب المقاتلين. وقرر زركسيز أنه ينبغي بناء جسر عند هيليسبونت أو مضيق الدردنيل للسماح بعبور جيشه إلى أوروبا، وكذلك حفر قناة عبر برزخ جبل آثوس وبهذا يحول دون العاصفة التي تمكنت من تحطيم أحلام والده. (حيث تم تدمير أسطول والده عام 492 قبل الميلاد بسبب العواصف حول رأس لسان الأرض في تلك المنطقة). لقد كانت هاتان المهمتان بمثابة حجر الأساس الذي بنى عليه زركسيز طموحاته الكبيرة، التي تتجاوز طموحات أي دولة معاصرة. ومع بداية عام 480 قبل الميلاد، كانت الاستعدادات قد أكتملت وتقدم الجيش الذي حشده زركسيز في ساردس نحو أوروبا، عبر هيليسبونت على جسور عائمة.
وكان الأثينيون أيضاً يستعدون للحرب مع الفرس منذ منتصف عقد 480 قبل الميلاد، ففي عام 482 ق. م إتخذ السياسي الأثيني ثيمستوكوليس قرار ببناء أسطول ضخم من القوادس ثلاثية المجداف (بالإنجليزية: Triremes) لضروريتها بالنسبة لليونانيين في الحرب ضد الفرس. ولكن لم تكن أثينا لديها القوة البشرية الكافية لقتال الفرس في البر والبحر؛ وبالتالي كان الوضع يتطلب تحالفاً مع مدن يونانية أخرى. وفي عام 481 قبل الميلاد، أرسل زركسيز رسل إلى المدن اليونانية يطلب تسليم الأرض والماء كما فعل والده، ولكنه تعمد بوضوح إغفال أثينا وإسبرطة. وهكذا بدأ الدعم يتجمع حول هاتين المدينتين القياديتين. واجتمعت المدن اليونانية في كورنثوس في أواخر خريف عام 481 قبل الميلاد، وتم فيه تشكيل مجلس تحالف كونفدرالي من ولايات المدن اليونانية. كان هذا التحالف يملك القدرة على أن يرسل مبعوثين لطلب المساعدة وقوات من الولايات المنضمة إلى التحالف لنقاط دفاعية بعد التشاور. وقدكان هذا شيئاً ملحوظاً في الكيان اليوناني القديم المفكك والمنقسم، لا سيما أن كثير من هذة المدن كانت، قولاً، لا تزال في حالة حرب مع بعضها البعض.
أستقر رأى مجلس التحالف في البداية على التمترس في وادى تيمبي، على حدود أقليم ثيساليا، وبذلك يتم سد الطريق أمام تقدم جيش زركسيز نحو أثينا. إلا وأنه عند وصولهم للمكان، قام الأكسندر الأول المقدونى بتحذيرهم أن الوادى يمكن تجاوزه من خلال ممر بالفرب من قرية سارانتابورو الجديدة وأن جيش زركسيز عدده كاسح، فتراجع الجيش اليوناني. بعد ذلك بوقت قصير، تلقى اليونانيون أنباء أن جيش زركسيز قد عبر هيليسبونت (مضيق الدردنيل) وهذا يعنى أن زركسيز قرر أن يهاجم اليونان من الشمال كما كان والده قد خطط أساساً. ولذلك اعتمد الحلفاء إستراتيجية جديدة، فإن الطريق إلى جنوب اليونان (بويوتيا وأتيكا والبيلوبونيز) يتطلب من جيش زركسيز العبور في ممر ساحلى ضيق جداً يسمى ممر ثيرموبيلاي. وهذا الممر يمكن بسهولة سده أمام جيش زركسيز بكتائب الرماحين اليونانية (بالإنجليزية: Hoplites)، على الرغم من الأعداد الهائلة من الفرس. أيضاً يمكن أن يقوم الأسطول الأثيني والقوات المتحالفة معه بسد مضيق آرتميس لمنع تجاوز الفرس عقبة ثيرموبيلاي عن طريق البحر. وقام مجلس التحالف اليونانى باعتماد هذه الإستراتيجية الدفاعية المزدوجة براً وبحراً. ومع ذلك، فإن المدن البيلوبونيزية وضعت خطط للتراجع والدفاع عن برزخ كورنث إذا تطلب الأمر ذلك، في حين تم إجلاء النساء والأطفال من أثينا بشكل جماعي إلى مدينة تريزون البيلوبونيزية.
في المعركة التي أعقبت ذلك، معركة ثرموبيلاي، عبثاً حاول الإسبارطيون إيقاف جيش زركسيز، ولكن اشتهرت المعركة في تاريخ اليونان القديمة لأن الجيش اليوناني الأصغر بكثير تمكن ببسالة من صد الفرس لمدة ثلاثة أيام قبل أن يتجاوز الفرس ممر ثرموبيلاي الساحلى عن طريق ممرجبلى. وعلى أثر ذلك، تراجع أغلب الجيش اليوناني الإ الإسبارطيون والثيسبيانيون الذين أستمروا في سد الممر حتى أحاط بهم جيش زركسيز وقتلهم. وفي نفس الوقت، كانت المعركة البحرية في آرتميس قد وصلت إلى طريق مسدود، وعندما وصلت أخبار تيرموبيلاي لأسطول الحلفاء تراجع هو أيضا؛ حيث أن الاستمرار في غلق مضيق آرتميس بعد ذلك أصبح لا جدوى منه.

## إفتتاحية المعركة
عندما وصلت الأخبار عن اجتياح الفرس لثرموبيلاي، أبحر أسطول الحلفاء من آرتميس إلى سالاميس للمساعدة في الجلاء الأخير من أثينا؛ وفي الطريق ترك ثيمستوكوليس نقوش على كل ينابيع المياه التي قد توقف عندها، موجهة إلى الطواقم اليونانية في الأسطول الفارسي (الإيونيين) طالباً منهم أن ينشقوا عن الفرس لصالح الحلفاء. أما على الجانب الفارسي، شرع جيش زرکسيز في حرق ونهب المدن الشمالية التي لم تستسلم، بلاتيا وثيسبيا في بويوتيا، أثناء تقدمه نحو مدينة أثينا التي كانت قد أجليت بالكامل. في ذلك الوقت، أنصب شاغل الحلفاء وأغلبهم من مدن اليونان الجنوبية (البيلوبونيز) على الاستعداد للدفاع عن برزخ كورنث، وهدم الطريق الوحيد المؤدى خلاله إلى مدنهم، والبدء في بناء جدار عازل عبر البرزخ يسد طريق الجيش الفارسي.كان هناك خلل واضح في هذة الإستراتيجية الدفاعية، حيث أن الأسطول الفارسي يستطيع نقل القوات عبر خليج سارونيك، إلا إذا تمكن أسطول الحلفاء من منعه. كان قائد سلاح البحرية في كورنث، أديامنتوس، قد أصر في مجلس الحرب الذي انعقد فور إخلاء أثينا أن أسطول التحالف يجب تجميعه قبالة سواحل البرزخ من أجل منع نقل قوات الجيش الفارسي بحراً إلى المدن الجنوبية. وعلى العكس من ذلك، جادل ثيمستوكوليس في ذات المجلس لصالح إستراتيجية هجومية تهدف إلى تدمير حاسم للأسطول الفارسي واستدراجه لمعركة جديدة في المياة الضيقة عند جزيرة سالاميس. واستند إلى الدروس المستفادة من معركة آرتميس، مشيرا إلى أن «المعركة في مساحة البحر الضيق تعمل لصالحنا». وأشتد الخلاف ولكن رجحت كفة ثيمستوكوليس في نهاية المطاف وأستمر أسطول التحالف في التمركز قبالة سواحل سالاميس.
من الصعب التحديد بدقة وقت حدوث معركة سالاميس.كان هيرودوت قد عرض المعركة في كتابه كما لو أنها وقعت مباشرة بعد الاستيلاء على أثينا، ولكنه لم ينص على ذلك بشكل صريح في أي مكان أخر. إذا كانت معركتا ثيرموبيلاي وآرتميس قد وقعتا في سبتمبر فقد يكون هذا أيضاً هو حال معركة سالاميس، ولكن الأرجح أن الفرس قد قضوا أسبوعين أو ثلاثة أسابيع في الاستيلاء على أثينا، وإعادة تجهيز الأسطول، وتعبئة المؤن. كذلك من الواضح أنه في مرحلة ما بعد الاستيلاء على أثينا قام زركسيز بعقد مجلس حرب مع الأسطول الفارسي؛ فقد ذكر هيرودوت في كتابه أن هذا حدث في فاليروم. كما ذكر أن أرتميسيا أو أرطماسيا، ملكة هاليكارناسوس، وقائد سرب قواتها البحرية في الأسطول الفارسي، حاولت إقناع زركسيز بالانتظار حتى يقدم الحلفاء على الاستسلام لاعتقادها أن المعركة في مضيق سالاميس هي مخاطرة غير ضرورية. ومع ذلك، أصر زركسيز ورئيس مستشاريه ماردونيوس على الهجوم.
وكذلك من الصعب معرفة ما الذي أدى بالضبط إلى وقوع المعركة في النهاية، باستبعاد فرضية أن أياً من الجانبين قد يكون هاجم الأخر ببساطة بدون تفكير. لكن من الواضح أنه في مرحلة ما قبل المعركة، هناك معلومات جديدة كانت قد بدأت تصل إلى زركسيز عن خلافات بين قيادات الحلف؛ وأن المدن البيلوبونيزية الجنوبية تود الهروب من سالاميس حينما تزال الفرصة سانحة. وربما أن هذا الخلاف المزعوم بين الحلفاء قد كان مجرد حيلة، من أجل استدراج الفرس إلى المعركة. من ناحبة أخرى، ربما أن وقوع هذا الشقاق بين الحلفاء (بعد أن انتظروا بصبر قبالة سواحل سلاميس لمدة أسبوع على الأقل بينما يتم الاستيلاء على أثينا) كان رد فعل مرتبك بسبب مناورات هجومية استفزازية من الفرس.إذ ربماكان زركسيز قد أرسل جيش من الفرس في مسيرة إلى البرزخ من أجل اختبار أعصاب الأسطول اليونانى.
في كلتا الحالتين، عندما تلقى زركسيز هذا الخبر أمر أسطوله بالقيام بدورية قبالة ساحل سالاميس وسد منفذ الهروب الجنوبي. بعد ذلك، عند الغسق أمرهم بالانسحاب. ربما كان هذا الفعل من أجل إغراء الحلفاء بالجلاء من سالاميس بسرعة. في نحو ذلك الوقت مساءً، أقدم ثيمستوكوليس على تصرف يبدو أنه محاولة منه لإستغلال ناجح لمعلومات مغلوطة لدى العدو بهدف خداعه. فبعث خادم له يدعى سايكيننوس، برسالة إلى زركسيز تظهر أنه «في صف ملك فارس ويفضل أن يكون النصر له، وليس للإغريقيين». وإدعى أيضاً أن قيادات الحلف في حالة خلاف مستعر، وأن مدن اليونان الجنوبية (البيلوبونيز) تخطط للجلاء من جزيرة سالاميس في تلك الليلة، وأنه كل ما يحتاجه الفرس لتحقيق النصر هو سد منافذ المضيق لمنع هروب أسطول الحلفاء. ويبدو أن ثيمستوكوليس كان يهدف بهذه الحيلة إلى عكس ذلك تماماً؛ كان يهدف إلى استدراج الأسطول الفارسي إلى المضيق. كان هذا بالضبط هو نوع الأخبار التي كان زركسيز يريد أن يسمعها؛ أن الأثينيون قد يكونوا مستعدين للاستسلام له، وأنه سيكون قادراً على تدمير ما تبقى من أسطول الحلفاء. من الواضح أن زركسيز التقط الطعم وأرسل الأسطول الفارسي في هذا المساء لحصار منافذ المضيق. وأمر بأن يؤتى له بعرش ويوضع على سفوح جبل إيجاليو (يطل على المضيق)، وذلك لرؤية المعركة من موقع مفتوح، ولتسجيل أسماء القادة الذين يبلون في المعركة بلاءً حسناً.
وفقاً لهيرودوت، قضى الحلفاء هذا المساء في جدل مستعر حول كيفية التعامل مع الأمر. البيلوبونيزيون كانوا يصوتون لصالح الجلاء من سالاميس، وكانت هذه هي النقطة من الزمن التي حاول عندها ثيمستوكوليس القيام بحيلته مع زركسيز. يذكر هيرودوت أن وصول الجنرال الأثيني المنفي أريستيدس في تلك الليلة، مع بعض الفارين من الفرس، بأخبار عن نشر الأسطول الفارسي عند منافذ المضيق هو فقط ما جعل البيلوبونيزيون يتفبلون أنه لم يعد هناك سبيل للفرار، ويجب عليهم القتال. ومع ذلك، فهناك احتمال منطقي أن البيلوبونيزيون قد كانوا طرفاً مؤكداً في حيلة ثيمستوكوليس، لذلك تقبلوا بهدوء الأنباء التي فرضت عليهم القتال في سالاميس. وبالتالي كان أسطول الحلفاء قادراً على النوم والراحة والإعداد للمعركة بشكل صحيح في اليوم المقبل، بينما أمضى الفرس ليلتهم ساهرين في البحر يبحثون عن الجلاء اليوناني المزعوم دون جدوى. في صباح اليوم التالي، أبحر الفرس إلى داخل المضيق لمهاجمة الأسطول اليونانى. ليس واضحاً متى ولماذا أو حتى كيف تم إتخاذ هذا القرار، ولكن من الواضح أن الفرس هم في الواقع من حملوا المعركة إلى الحلفاء.

## القوات المتحاربة

### الأسطول اليونانى

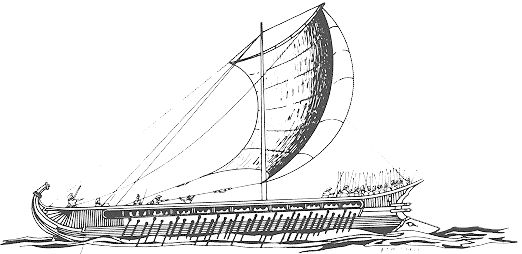
قادس ثلاثي المجداف إغريقى

يورد هيرودوت في كتابه أن أسطول الحلفاء كان يتكون من 378 سفينة من القوادس ثلاثية المجداف، ثم يحلل أعداد السفن التي شاركت في سالاميس في الكتاب حسب ولايات المدن اليونانية (كما هو مبين في الجدول). ومع ذلك، فإن مجموع الأرقام التي ذكرها لأعداد السفن الممثلة لكل مدينة على حدة يصل إلى 366 سفينة فقط. وهو أيضاً لا يذكر صراحة أن كل السفن ال378 قد حاربت في سلاميس، فنص الكتاب كالآتي :( «كل هذه المدن قد جاءت إلى الحرب بقوادس ثلاثية المجداف... العدد الإجمالي للسفن... كان 378» )، ويذكر أيضا أن الإيجينيون  «كانوا يملكون سفن أخرى، ولكنهم كانوا يستخدونها في حراسة أراضيهم وأختاروا أصلح ثلاثين سفينة للحرب في سلاميس» . ولهذا تم افتراض أن الفرق بين الرقمين هو نتيجة احتساب حامية من 12 سفينة قد تكون بقيت في إيجينا. ووفقاً لهيرودوت، هناك سفينتان إنشقتا عن الأسطول الفارسي وإنضمتا للإغريق، واحدة قبل معركة آرتميس وواحدة قبل معركة سالاميس، وبالتالي فإن إجمالي عدد السفن في سالاميس كان 368 (أو 380).
و وفقاً لإسخيليوس الكاتب المسرحي الأثيني، الذي حارب فعلياً في سالاميس، بلغ الأسطول اليوناني 310 سفينة من القوادس ثلاثية المجداف (الفرق في العدد هو عدد السفن الأثينية). ويزعم تيجاس أن الأسطول الأثيني كان يتكون من 110 قادس فقط، وهو الذي يتصل بالأرقام التي ذكرها اسخيليوس. ووفقاً لهايبريدس، بلغ الأسطول اليوناني 220 قادساً فقط. وكان الأسطول فعلياً تحت قيادة ثيمستوكوليس، لكن رمزياً كان يقوده النبيل الأسبرطى يوريبياديس كما تم في اتفاق مجلس التحالف عام 481 قبل الميلاد. فبالرغم من محاولات ثيمستوكوليس الأثيني للمطالبة بقيادة أسطول التحالف، اعترضت المدن الأخرى ذات القوات البحرية النظامية فأعطيت أسبرطة قيادة الأسطول كحل وسط (حيث كانت لا تملك بحرية لها تقاليد رسمية).
| المدينة  |               | المدينة    |     | المدينة | عدد السفن |
| -------- | ------------- | ---------- | --- | ------- | --------- |
| أثينا    | 180           | كورنث      | 40  | إيجينا  | 30        |
| شالسيس   | 20            | ميجارا     | 20  | إسبرطة  | 16        |
| سيكيون   | 15            | إيبيداوروس | 10  | إريتريا | 7         |
| أمبراسيا | 7             | تريزون     | 5   | ناكسوس  | 4         |
| ليوكاس   | 3             | إرميونى    | 3   | ستايرا  | 2         |
| سيثنوس   | (1) 1         | سيوس       | 2   | ميلوس   | (2)       |
| سيفنوس   | (1)           | سريفوس     | (1) | كروتون  | 1         |
| المجموع  | 366 أو 378(5) |            |     |         |           |

 الأرقام العادية تمثل القوادس ثلاثية المجداف؛ بينما تلك المشار إليها بين قوسين قوادس البنتيكونتر (قوادس ذات الخمسون مجداف)

### الأسطول الفارسى
وفقاً لهيرودوت، بلغ عدد سفن الأسطول الفارسي في البداية 1207 قادساً ثلاثى المجداف. ولكن على حسب اعتقاده فإن ثلث هذه السفن تقريباً قد فقد في عاصفة قبالة سواحل مجنيسيا، بالإضافة إلى 200 سفينة أخرى فقدت في عاصفة قبالة سواحل إيوبوا، وعلى الأقل 50 سفينة تم تدميرها بواسطة الحلفاء في معركة آرتميس. يدعى هيرودوت أنه تم استبدال تلك الخسائر بالكامل، ولكنه يذكر فقط قدوم 120 سفينة من تراقيا والجزر القريبة منها كتعزيزات للأسطول الفارسي. يدعي إسخيليوس أيضاً، وهو الذي حارب في سالاميس، أنه واجه هناك 1207 سفينة حربية، منها 207 من «السفن السريعة». ديودوروس وليسياس يذكران كل منهما على حدة وجود 1200 سفينة في الأسطول الفارسي تم تجميعهم في دوريسكوس في ربيع عام 480 قبل الميلاد. كما أن العدد 1207 سغينة (كإستهلال للمعركة فقط) قد طرحه أيضاً المؤرخ إفوروس، في حين يدعي أستاذه إسوكراتيس أنه كان هناك 1300 سفينة في دوريسكوس و1200 سفينة في سالاميس. ويعطي تيجاس رقم آخر وهو 1000 سفينة، بينما يتحدث أفلاطون في عبارات عامة ويشير إلى 1000 سفينة وأكثر.
العدد 1207 يظهر في وقت مبكر جداً في السجلات التاريخية (472 قبل الميلاد)، ويبدو أن الإغريق يعتقدون حقاً أنهم واجهوا هذا العدد من السفن. بسبب إتساق روايات المصادر القديمة، يميل بعض المؤرخون المعاصرون إلى قبول العدد 1207 كحجم للأسطول الفارسي في بداية حملتة على اليونان؛ في حين يرفض آخرون هذا العدد، وينظرون له على أنه ليس أكثر من إشارة إلى أساطيل يونانية متحدة في ملحمة الإلياذة، ويدعون أن الفرس لم يكونوا ليتمكنوا من نشر أكثر من 600 سفينة حربية تقريباً في بحر إيجه بشكل عام. ولذلك، عدد قليل جداً من المؤرخين المعاصرين يبدون قبولهم لهذا العدد من السفن (1207) في سالاميس؛ حيث أن غالبيتهم تميل لصالح رقم في حدود 600-800 سفينة. وهذأ أيضا هو النطاق الذي نحصل عليه إذا أضفنا العدد التقريبي للسفن الفارسية بعد معركة آرتميس (~ 550 سفينة) إلى التعزيزات (120 سفينة) التي ذكرها هيرودوت.

## إعتبارات إستراتيجية وتكتيكية
كانت إستراتيجية الفرس في غزو بلاد الإغريق عام 480 قبل الميلاد تعتمد بشكل عام على اجتياح اليونانيين بقوات غزو ذات أعداد كاسحة، وغزو اليونان بالكامل في حملات موسمية منفردة وضخمة. وفي المقابل، سعى الإغريق إلى تحقيق أفضل استفادة من أعدادهم بالاعتماد على الحرب في مواقع ذات مساحات ضيقة لا تسمح للجيوش الكبيرة بالمناورة وتهدف إلى إبقاء الفرس في الميدان لأطول فترة ممكنة. من الواضح أن زركسيز لم يكن يتوقع مثل تلك المقاومة، وإلا لكان قد بكر في توقيت حملته على اليونان (أو لم يكن انتظر 4 أيام في ثيرموبيلاي حتى يتفرق الإغريق). لقد كان العامل الزمنى جوهرى بالنسبة للفرس - لأنه ليس من المنطقى استخدام قوة غزو ضخمة في إخضاع البلاد إلى أجل غير مسمى، وفي الأغلب أن زركسيز كان لا يرغب في أن يمكث لفترة طويلة في موقع على هامش إمبراطوريته. وقد أظهرت معركة ثيرموبيلاي لزركسيز أنه لا جدوى من الهجوم من الأمام على موقع يوناني محصن جيداً ؛ وحيث أن الحلفاء كانوا قد تمترسوا في ذلك الوقت عبر البرزخ، لم تكن أمام زركسيز فرصة كبيرة لغزو بقية اليونان عن طريق البر. ومع ذلك، فقد وضح أيضاً على نفس الخط في معركة ثيرموبيلاى أنه إذا كان من الممكن الالتفاف حول مواقع تحصن الإغريق، فإنه يسهل بعد ذلك تدمير قواتهم الأقل عددأً. ومثل هذا إلالتفاف حول البرزخ يتطلب استخدام الأسطول الفارسي بدون مقاومة، وبالتالي يتطلب تدمير أسطول الحلفاء اليونانى أيضاً. خلاصة القول، إذا تمكن زركسيز من تدمير أسطول الحلفاء، فإنه قد يتمكن من فرض شروط الاستسلام على اليونانيين، وقد بدا لزركسيز أن هذا هو الأمل الوحيد لختام الحملة وإتمام السيطرة على اليونان في هذا الموسم. وعلى العكس من ذلك، بدا للأغريق أنه عن طريق تجنب تدمير أسطولهم، أو كما كان يأمل ثيمستوكوليس، عن طريق شل الأسطول الفارسي يمكن لهم منع هذا الغزو لبلادهم.
غير أن هذه المعركة في سالاميس كانت غير ضرورية فعلاً بالنسبة للفرس من الناحية الإستراتيجية. وحسب رواية هيرودوت، فإن الملكة أرتميسيا ملكة كاريا قد أشارت إلى هذا في حديث لها مع زركسيز قبل أن يمضى قدماً في حملته. أشارت أرتميسيا إلى أن القتال في البحر كان مخاطرة لا لزوم لها، ونصحته بدلاً من ذلك قائلة :
إذا لم تسرع للقتال في البحر، وأبقيت سفنك هنا أو بالقرب من اليابسة، أو حتى إذا تقدمت بها إلى البيلوبونيز، فسوف تنجز بسهولة، يا سيدي، ما كان يدور في خلدك عند المجيء إلى هنا. فإن الهيلينيون ليسوا قادرين على الصمود في وجهك لفترة طويلة، وفي هذة الحالة سوف تتمكن من تبديدهم وسوف يفرون كل إلى مدينته.
وقد كان عدد السفن في الأسطول الفارسي لا يزال كبيراً بما يكفي لحصار الأسطول اليونانى في مضيق سالاميس، وفي نفس الوقت إرسال سفن لإنزال قوات عسكرية في البيلوبونيز. ومع ذلك، في التقديرات النهائية كان من الواضح أن كلا الجانبين كان يستعد للرهان بكل شئ على المعركة البحرية، على أمل أن يحدث ذلك تبدل حاسم في مسار الحرب.
كانت لدى الفرس ميزتان تكتيكيتان كبيرتان، واحدة منها هي تفوق أعدادهم على الحلفاء، وكانت الأخرى هي سفنهم «الأفضل إبحاراً». ربما يرجع وصف سفن الفرس «بالأفضل إبحاراً» في كتاب هيرودوت إلى أطقم الملاحة البحرية المتميزة على متن هذة السفن؛ فمعظم السفن الأثينية كانت قد بنيت حديثاً (وبالتالي غالبية أسطول التحالف)، وأغلب أطقم الملاحة على متن هذة السفن كانوا قليلوا الخبرة. وكانت أكثر التكتيكات شيوعاً في المعارك البحرية في منطقة البحر الأبيض المتوسط في ذلك الزمان هي «الصدم» (حيث كان يجري تجهيز القوادس ثلاثية المجداف بمطرقة في مقدمة السفينة)، أو «اعتلاء سطح السفينة» بواسطة قوات مشاة منقولة بحراً (و التي تحول المعركة البحرية إلى واحدة برية). وكان الفرس والإغريق الآسيويون قد بدأوا في ذلك الوقت في استخدام مناورة معروفة باسم «دايكابولوس» (بالإنجليزية: Diekplous). ليس واضحاً تماماً ما كنه هذة المناورة، ولكن ربما تنطوى على تحركات بحرية عبر الفجوات بين سفن العدو ومن ثم صدمها في الجانب.كانت مثل تلك المناورات تتطلب بحارة مهرة، وبالتالي فإن الفرس كانوا الأقرب إلى توظيفها في المعركة، ولكن الحلفاء كانت قد وضعت تكتيكات مضادة خصيصاً لمواجهة هذة المناورة.
كذلك هناك الكثير من النقاشات بشأن طبيعة أسطول الحلفاء مقارنة بالأسطول الفارسي. الكثير من هذه النقاشات كانت تدور حول إيحاءات، من هيرودوت في كتابه، بأن سفن الحلفاء كانت أثقل وزناً، ومن ثم أقل قدرة على المناورة. فأسباب هذا الثقل غير واضحة؛ ربما كانت بسبب ضخامة هياكل سفن الحلفاء، أو لأن السفن كانت مشبعة بالماء حيث أنها لم يتم تجفيفها في فصل الشتاء (رغم عدم وجود دليل حقيقي على صحة أي من هذة الاحتمالات). من الأسباب المرجحة لثقل وزن السفن أنه كان بسبب وزن كتائب الرماحين اليونانية hoplites المدرعة بالكامل (المجموعة المكونة من 20 رماح مدرع بالكامل كانت تزن حوالى 2 طن تقريباً). هذا الثقل، أيا كان سببه، من شأنه أن يقلل من احتمالية توظيف أسطول الحلفاء لمناورة «دايكابولوس» Diekplous في المعركة. إذا كانت تلك السفن أقل قدرة على المناورة فمن المحتمل أنها كانت تحمل على متنها قوات إضافية من المشاة المنقولة بحراً، (و ذلك يجعل السفن الثقيلة أكثر ثقلاً) وسيكون حينئذ التكتيك الرئيسي المتاح لهم في المعركة هو «اعتلاء سطح» السفن الفارسية. وبالفعل، يشير هيرودوت إلى أن الإغريق قد أسروا سفن فارسية في معركة آرتميس، بدلاً من إغراقها. ولقد أشير أيضا في هذة النقاشات إلى أن ثقل وزن سفن الحلفاء جعلها أكثر استقراراً في مهب الرياح قبالة ساحل سالاميس، وجعلها أقل تأثراً بالصدم (أو للدقة، أقل عرضة للأضرار عندما يتم صدمها في المعركة).
إذن من الناحية التكتيكية، المعركة في عرض البحر، كانت الخيار المفضل لدى الفرس حيث يكون للأعدادهم وتفوقهم الملاحى البحري تأثير أفضل على سير المعركة لصالحهم. بالنسبة لليونانيين، كان الأمل الوحيد الواقعي لتحقيق نصراً حاسماً هو جر الفرس لمنطقة ضيقة، حيث يكون لأعدادهم فيها أقل الأثر. وكانت المعركة في مضائق آرتميس قد شهدت محاولات من جانب اليونانيين لإبطال ميزة التفوق العددى للفرس، ولكنهم في النهاية أدركوا أنهم في حاجة إلى قناة أكثر ضيقاً من أجل هزيمة الفرس. ولهذا، فإن الفرس بدخولهم في مضيق سالاميس لمهاجمة الإغريق، كانوا ببساطة ينقلون مسرح المعركة إلى ملعب الحلفاء!. يبدو على الأرجح أن الفرس كانوا على ثقة كاملة من انهيار أسطول التحالف وإلا ما كانوا أقدموا على تلك الخطوة، وبالتالي فيبدو أن حيلة ثيمستوكوليس قد لعبت دوراً رئيسياً في ترجيح كفة ميزان المعركة لصالح الإغريق. فمن المؤكد أن سالاميس كانت، بالنسبة للفرس، معركة لا لزوم لها وخطأً إستراتيجياً.

## المعركة

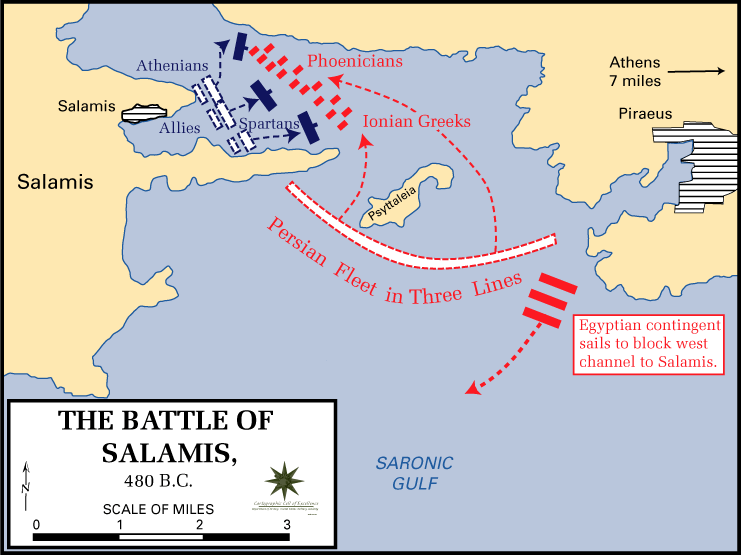
خريطة توضح تحركات وتشكيلات القوات في معركة سالاميس

لا يوجد في المصادر القديمة وصفاً جيداً لحقيقة ما حدث فعلياً في ساحة المعركة في سالاميس، ومن المرجح أنه لا يوجد أي شخص ممن شاركوا في المعركة (ربما عدا زركسيز)كان عنده فكرة واضحة عما يحدث عبر عرض المضيق. ما يلي هو عبارة مناقشة حول المعركة أكثر منها تقرير نهائي عن الوقائع.

### التشكيلات النهائية قبل المعركة
كان الأثينيون في الجانب الأيسر من أسطول الحلفاء، وفي الغالب تمركز الأسبرطيون في الجانب الأيمن من الأسطول (على الرغم من أن ديودوروس يقول ان الجانب الأيمن كان يتكون من الميجاريين والإيجينيين)؛ وتشكل قلب الأسطول من الوحدات الأخرى. ومن المرجح أن أسطول الحلفاء إصطف في شكل صفين من السفن، حيث أن المضيق كان ضيقا جداً لتشكيل السفن في صف واحد. يورد هيرودوت في كتابة أن أسطول الحلفاء أمتد في خط بحري من الشمال إلى الجنوب، حيث أستقر الجناح الشمالي للأسطول في الأغلب قبالة ساحل جزيرة سانت جورج المعاصرة (بالإنجليزية: Saint George's Islet) أو (باليونانية: Ayios Georgis ايوس جورجيس)، وأستقر الجناح الجنوبى قبالة ساحل كيب فافارى (جزء من سلاميس) (بالإنجليزية: Cape Vavari). في حين يشير ديودوروس إلى أسطول الحلفاء أمتد من الشرق إلى الغرب، وبطول المضيق من سالاميس وحتى جبل إيجالوس، ولكن هذا الاحتمال مشكوك فيه؛ فمن غير المرجح أن يكون الحلفاء قد أرسوا أحد أجنحة أسطولهم قبالة أراضي محتلة من قبل الفرس.
يبدو من المؤكد نسبياً أن الأسطول الفارسي كان قد تم إرساله لمنع خروج الأسطول اليونانى من المضيق ذلك المساء قبل يوم المعركة. ويعتقد هيرودوت بوضوح أن الأسطول الفارسي قد دخل فعلاً المضيق بحلول الظلام، وقد خطط للقبض على الحلفاء أثناء فرارهم. ومع ذلك، جادل المؤرخون المعاصرون في هذه النقطة بشكل كبير، حيث أشار بعضهم إلى صعوبة المناورات في هذه المساحة المحصورة ليلاً، في حين قبل غيرهم رواية هيرودوت للأحداث. وهناك بالتالي احتمالين؛ إحدهما أن الفرس قد قاموا بسد المضيق ببساطة أثناء الليل، ثم دخلوه في اليوم التالي في وضح النهار، والأخر أنهم دخلوا المضيق أثناء الليل ومركزوا أنفسهم فيه للمعركة في اليوم التالى. وبغض النظر عن التوقيت الذي حاول فيه الفرس ذلك، يبدو من المرجح أنهم قد أتخذوا رأس لسان فافارى أو «كيب فافارى» كمحور لدوران أسطولهم حول مدخل المضيق. فيبدو أن الأسطول الفارسي قد تحرك من التشكيل الأولى كخط شرقى - غربي (لمنع خروج الأسطول اليونانى من المضيق)، وتحول إلى تشكيل نهائى كخط يمتد من الشمال إلى الجنوب (انظر الرسم البيانى). وأيضاً يبدو أن الأسطول الفارسي قد تشكل في ثلاثة صفوف من السفن (وفقاً لرواية إسخيليوس)؛ حيث تمركز الأسطول الفينيقي القوي في الجهة اليمنى بجانب جبل إيجالوس، بينما تمركزت الوحدات الإيوني في الجهة اليسرى والوحدات الأخرى في القلب.
و يقول ديودوروس أنه تم إرسال الأسطول المصري للدوران حول محيط جزيرة سالاميس لسد المنفذ الشمالى للمضيق. إذاكان زركسيز قد خطط لنصب مصيدة محكمة للحلفاء، فهذا من شأنه أن يجعل لهذه المناورة معنى (خاصة إذا كان يتوقع من الحلفاء الاستسلام). ومع ذلك، لا يذكر هيرودوت هذة المناورة في كتابه (وربما يلمح إلى وجود المصريين في المعركة الرئيسية)، مما دفع بعض المؤرخين المعاصرين إلى صرف النظر عنها. وعلى الرغم من ذلك، البعض الآخر يقبل بها كاحتمال وارد. وكان زركسيز قد وضع أيضاً نحو 400 جندي في الجزيرة المعروفة باسم سيتاليا (بالإنجليزية: Psyttaleia)، في منتصف المنفذ الجنوبى إلى المضيق، وذلك لقتل أو اعتقال أي قوات يونانية تنتهى بهم المعركة هناك (نتيجة لغرق السفينة أو للتشحيط في قاع البحر).

### مرحلة دخول المعركة
بغض النظر عن التوقيت الذي دخل فيه الفرس المضيق، فإنهم لم يتحركوا لمهاجمة الحلفاء إلا في ضوء النهار. وبما أن الأسطول اليوناني لم يخطط أبداً للفرار، كان اليونانيون يستطيعون قضاء الليل في التحضير للمعركة، فبعد خطبة حماسية لثيمستوكوليس صعد مشاة البحرية على متن السفن وتهيأوا للإبحار. ووفقاً لرواية هيرودوت، كان هذا في وقت الفجر، ويذكر أيضاً في كتابه أنه «حينما بدأ الحلفاء ينتشرون في البحر هاجمهم البرابرة على الفور». إذا كان الفرس لم يدخلوا المضيق أبداً إلا عند الفجر، فهذا يعنى أن الحلفاء كان لديهم الوقت للتمركز في مواقعهم بصورة أكثر تنظيماً.
و يدعي إسخيليوس أنه عندما اقترب الفرس، سمعوا الإغريق وهم يغنون ترنيمتهم للمعركة أو (بيان) قبل أن يشهدوا أسطولهم. كانت الأنشودة تقول:
Ὦ παῖδες Ἑλλήνων ἴτε,
ἐλευθεροῦτε πατρίδ', ἐλευθεροῦτε δὲ
παῖδας, γυναῖκας, θεῶν τέ πατρῴων ἕδη,
θήκας τε προγόνων:
νῦν ὑπὲρ πάντων ἁγών.
إلى الأمام يا أولاد الإغريق،
هبوا لتحرير الوطن،
هبوا لتحرير أطفالكم ونسائكم،
باسم معابد آلهة آبائكم،
وباسم قبور أجدادكم:
حان الآن وقت القتال من أجل كل شيء.
يروي هيرودوت، على حسب ما قصه الأثينيون، أنه عندما بدأت المعركة رفع الكورنثيون الأشرعة وبدأوا في الإبحار بعيداً عنها، جهة المنفذ الشمالى للمضيق. ولكنه يقول أيضاً أن هناك يونانيون أخرون قد نفى وا هذه القصة. إذا كان هذا قد حدث بالفعل، فيمكن تفسيره بأنه قد تم إرسال هذه السفن لتفقد أحوال المنفذ الشمالى للمضيق، وذلك في حالة قرب وصول الفرقة المصرية القادمة لتطويق الأسطول اليونانى من الشمال (بفرض أن الفرقة المصرية قد قامت فعلاً بتلك المناورة). وهناك احتمال آخر هو أن رحيل الكورنثيين المزعوم كان الغرض منه الإيحاء بأنهيار أسطول الحلفاء وتفككه، مما استثار الفرس للهجوم. وعلى أية حال، إذا كان الكورنثيون قد تركوا فعلاً المعركة فسرعان ما عادوا إليها.
و مع اقتراب أسطول الفرس من أسطول الحلفاء في المضيق المزدحم، بدا أن سفنهم أصبحت غير منتظمة ومقيدة في المياه الضيقة.كما كان واضحاً أن الأسطول اليوناني أبعد ما يكون عن التفكك، وقد اصطفت سفنهم في أهبة إلاستعداد للهجوم. ومع ذلك، بدلاً من الهجوم على الفرس مباشرة، بدا الحلفاء كأنهم ينسحبون بسفنهم بعيداً كما لو كانوا في حالة خوف. وحسب رواية بلوتارخ، كان هذا لكسب مواقع أفضل، وأيضا من أجل كسب الوقت حتى تهب رياح الصباح الباكر. يروي هيرودوت في الأسطورة أنه حينما كان اليونانيون يتراجعون بأسطولهم، شاهدوا شبح غريب لإمرأة تسألهم «أيها المجانين، تُرى إلى أي مدى أنتم ذاهبون بسفنكم؟». ويذكر أيضاً بثقة أنه حين كان الحلفاء يتراجعون، أنطلقت سفينة واحدة من الأسطول إلى الأمام لتصدم أقرب السفن الفارسية إليها. ويدعى الأثينيون أن هذة كانت سفينة أمينيوس الأثيني من باللين، في حين يدعى الإيجينيون بأنها واحدة من سفنهم. ثم تلاها مباشرة في الهجوم الأسطول اليوناني بالكامل ودخل المعركة مصطفاً في خطٍ واحد وأتجه قدماً نحو صفوف الفرس المختله.

### سير المعركة
تفاصيل بقية المعركة عادة ما تكون سطحية، وليس متوقع لأحد من المشاركين فيها أن يكون قد شهد كل ما حدث في الميدان. القوادس الثلاثية المجداف تكون مسلحة بشكل عام بمطرقة كبيرة في مقدمة السفينة، والتي كان يمكن بواسطتها إغراق سفن العدو، أو على الأقل تعطيلها عن طريق جز صفوف المجاديف في جانب واحد من السفينة. إذا لم تكن الصدمة الأولي ناجحة عند الالتحام، فيتبع ذلك معركة أشبه بالمعارك البرية. كلا الجانبين كان يحتفظ بقوات مشاة بحرية على متن السفن من أجل هذا الاحتمال؛ حيث كان الإغريق يعتمدون على كتائب من الرماحين المدرعة كاملة التسليح أما الفرس فربما أعتمدوا على مشاة ذات تسليح أكثر خفة.
عندما تم صد الصف الأول من السفن الفارسية في ساحة المعركة من قبل اليونانيين، أصبحت تلك السفن تعرقل تقدم سفن الصف الثاني والثالث في الأسطول الفارسي. في الجانب الأيسر اليوناني، نجح اليونانيون في قتل الأدميرال الفارسي آريابيجنا (شقيق زركسيز) في وقت مبكر من المعركة. وتُرك السرب الفينيقي بلا قيادة أو نظام وبدا قد تم صده ودفعه نحو الساحل حتى جنحت العديد من سفنه. وفي الوسط، ضغط تشكيل مثلث من السفن اليونانية على خطوط الفرس، لشق أسطولهم إلى قسمين.
يروي هيرودوت أن أرتميسيا ملكة هاليكارناسوس، وقائدة الفرقة الكارية، قد وجدت سفينة أمينيوس الأثيني تتعقب سفينتها أثناء المعركة. ولرغبتها في الهرب، قامت بمهاجمة وصدم سفينة أخرى فارسية، في محاولة منها لخداع القائد الأثيني بأن سفينتها تتبع الحلفاء، فتخلى أمينيوس فعلاً عن مطاردة لهذا السبب. وعلى الرغم من ذلك، أعتقد زركسيز وهو يراقب المعركة أنها هاجمت سفينة للحلفاء ونجحت في تدميرها، وعند رؤية ضعف أداء قادته الأخرى ن علق قائلاً: «رجالي قد أصبحوا نساء، ونسائى رجال».
بدأ الأسطول الفارسي في التراجع نحو فاليروم، ولكن وفقاً لهيرودوت، نصب الإيجينيون لهم كميناً بينما كانوا يحاولون مغادرة المضيق. إنسحب ما تبقى من السفن الفارسية ورجعت إلى ميناء فاليروم في مأوى الجيش الفارسي. قام الجنرال الأثيني أريستيدس بعد ذلك بفرز مجموعة من الرجال وأبحر بهم إلى جزيرة سيتاليا لذبح الحامية التي تركها زركسيز هناك. لم يذكر هيرودوت حجم خسائر الفرس بالضبط. ومع ذلك، يدعي أنه في العام التالى، بلغ حجم الأسطول الفارسي 300 قادساً. إذن يمكن توقع عدد الخسائر بعد ذلك اعتماداً على عدد السفن التي بدأ بها الفرس في المعركة.وبذلك يبدو أن خسائر الفرس تقع في نطاق من 200-300 سفينة على الأرجح، استنادا إلى التقديرات المذكورة أعلاه لحجم الأسطول الفارسي. وحسب رواية هيرودوت، كان عدد الضحايا من الفرس أعلى كثيراً من اليونانيين لأن معظم الفرس لم يعرفوا السباحة. ولقد شهد زركسيز هذة المذبحة، وهو يجلس على عرشه عند سفح جبل إيجاليو. وحاول وقتها بعض قباطنة السفن الفينيقية المحطمة إلقاء اللوم على الأيونيين لجبنهم قبل نهاية المعركة. فقام زركسيز بمزاج متعكر، وإذ كان قد شهد للتو سفينة أيونية تأسر سفينة إيجينية، بالأمر بقطع رأس الفينيقيون لإفتراءاهم على «رجال أكثر نبلاً».

## تبعات المعركة

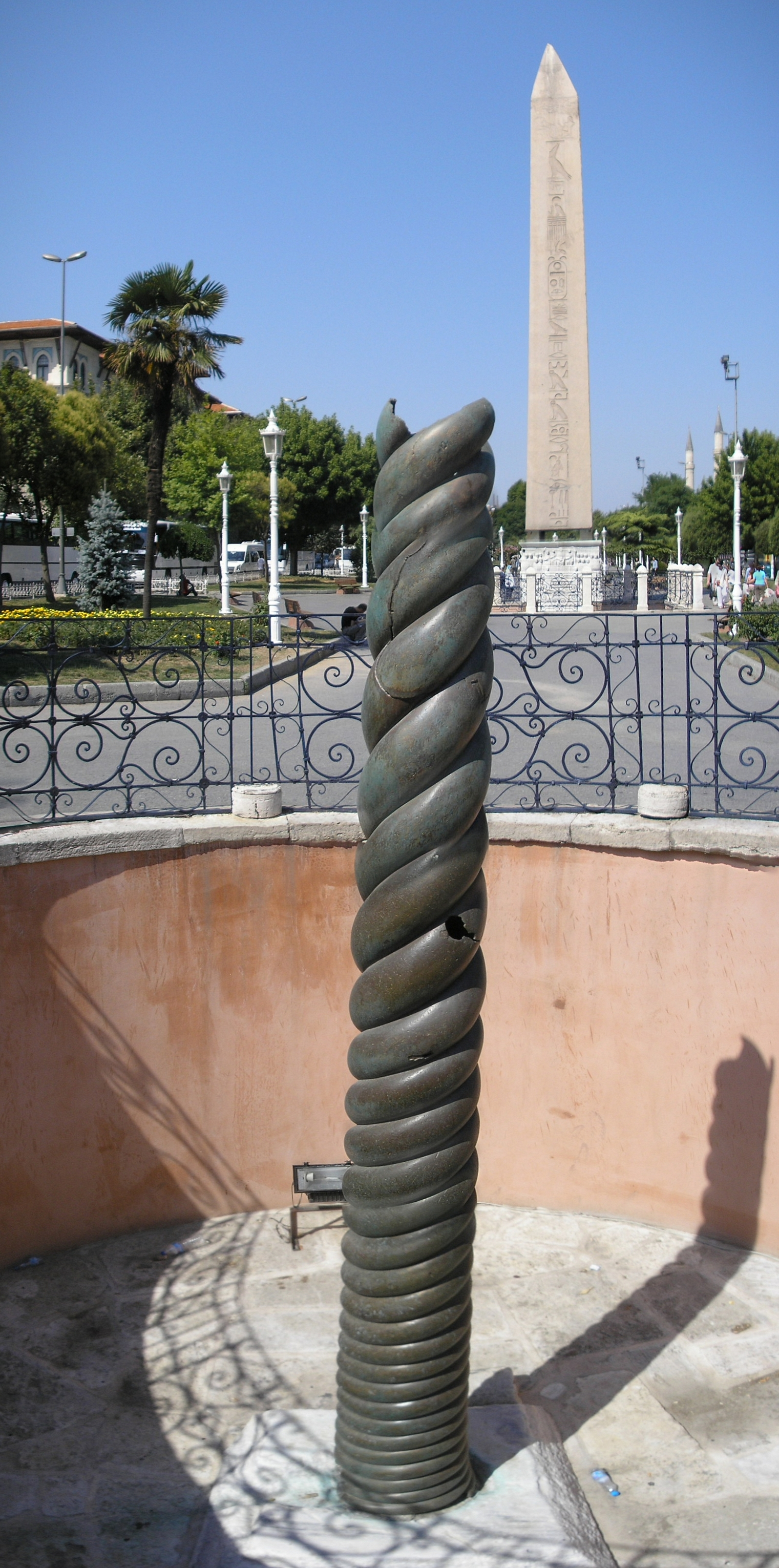
عمود الأفعى، نصب تذكاري لتحالف المدن اليونانية، نصبه الحلفاء المنتصرين عقب معركة بلاتيا، والآن يوجد في ميدان سباق الخيل بالقسطنطينية (ساحة السلطان أحمد).

في أعقاب المعركة، حاول زركسيز بناء جسر عائم عبر المضيق، لكى يستخدم جيشه البرى لمهاجمة الأثينيين، ولكن ثبت عقم ذلك مع وجود الأسطول اليوناني في المضيق، والذي أصبح يقوم بدورياته الآن بأمان. ويخبرنا هيرودوت بأن زركسيز قد عقد مجلس للحرب بعد المعركة، وفيه حاول القائد الفارسي ماردونيوس التخفبف من وقع الهزيمة، فقال لزركسيز: 
 سيدى، لا تحزن ولا تأسى كثيراً بسبب ما حل بنا. إن المسألة بالنسبة لنا ليست متوقفة على بعض الأشياء المصنوعة من خشب، ولكن على الرجال والخيول...فدعنا نهاجم البيلوبونيز على الفور إذا كنت ترغب، أما إذا كان يحلو لك الانتظار فهذا أيضاً يمكننا فعله.. من الأفضل إذا قررت الهجوم أن تفعله على الفور كما قلت، ولكن إذا كنت عازماً على أن تودى بجيشك بعيداً، فلدي خطة أخرى حتى ذلك الحين. لا، أيها الملك، لا تجعل من الفرس أضحوكة لليونانيين، لأنه إذا كنت قد تعرضت للأذى، فإنه ليس لخطأ من الفرس. لا يمكنك أن تقول أن ما قمنا به في أي مكان كان أقل مما ينبغي للرجال الشجعان، وإذا كان الفينيقيون والمصريون والقبرصيون والكيليكيون قد فعلوا ذلك، فإنه ليس للفرس أي دور في تلك الكارثة. لذلك، حيث أنه لا يمكن توجيه اللوم للفرس بأي حجة، فدعنى أدلك على مخرج؛ إذا كنت قد ركنت إلى عدم البقاء هنا فسر إلى الوطن بالجزء الأكبر من جيشك. ودع لى، مع هذا، مهمة قهر وتسليم هيلاس (اليونان) لك، وأعطينى لهذا الغرض ثلاثمائة ألفاً من حشودك أقوم باختيارهم بنفسى.
قرر زركسيز العودة مع الجزء الأكبر من الجيشه خوفاً من أن ينصب الإغريق فخاً للجيش الفارسي في أوروبا ويقدموا على مهاجمة الجسور المقامة عبر هيليسبونت لعزله عن آسيا الصغرى. وقام ماردونيوس بفرز القوات التي أرادها أن تبقى معه في اليونان، من وحدات النخبة من المشاة والفرسان، وذلك لإستكمال غزو اليونان. بقدوم فصل الشتاء كانت قد رحلت جميع القوات الفارسية من أتيكا، وأستقر ماردونيوس على قضاء الفصل في بيوتيا وثيساليا؛ مما مكن الأثينيون من العودة إلى مدينتهم المحترقة.
قام ماردونيوس في العام التالي، 479 قبل الميلاد، بالاستيلاء مجدداً على أثينا (حيث أن جيش الحلفاء كان لا يزال يفضل حراسة البرزخ). ومع ذلك، فإن الحلفاء بقيادة الأسبرطيون وافقوا في نهاية المطاف على محاولة دفع ماردونيوس إلى معركة، وعبروا البرزخ وساروا إلى أتيكا. فتراجع ماردونيوس لبيوتيا لجذب الإغريق إلى المناطق المفتوحة والتقى الفريقان في نهاية المطاف بالقرب من مدينة بلاتيا (التي كانت قد سويت بالأرض في السنة السابقة). وهناك، في معركة بلاتيا، انتصر الجيش اليوناني على الفرس نصراً حاسماً، ودمر جزءاً كبيراً من الجيش الفارسي ووضع نهاية لغزو اليونان؛ بينما في معركة ميكالي، التي وقعت في فترة شبه متزامنة، دمر أسطول الحلفاء الكثير من السفن المتبقية للأسطول الفارسي.

## أهمية المعركة في السياق التاريخى
تشكل معركة سالاميس نقطة تحول في سياق الحروب الفارسية-اليونانية. ذلك لأنه بعد معركة سالاميس أصبح إقليم البيلوبونيز، وكيان اليونان كامتداد له، في مأمن من غزوات الفرس؛ فقد تعرض الفرس في المعركة لضربة قوية لهيبتهم ومعنوياتهم (فضلاً عن الخسائر المادية الشديدة). وتبدد التهديد الفارسي بغزو اليونان بعد المعارك التالية التي وقعت بالقرب من بلاتيا ومايكالى، حيث أصبح الحلفاء قادرين على الذهاب إلى الهجوم المضاد. كما سمحت هذة الانتصارات اليونانية لمقدونيا بالثورة على الحكم الفارسي، وعلى مدى ال30 سنة التالية قام التحالف اليونانى، أو عصبة أثينا (الحلف الذي خلف هذا التحالف وهيمنت عليه أثينا) بتحرير تراقيا وجزر بحر إيجه وأخيراً إيونيا من سيطرة الفرس. فكانت معركة سالاميس هي بداية انقلاباً حاسماً في ميزان القوى تجاه كفة الإغريق، والتي تُوجت في نهاية المطاف بانتصار يوناني حاسم، وتقليص نفوذ الإمبراطورية الفارسية بشدة في بحر إيجه.
وقد اكتسبت معركة سالاميس شيئاً من منزلة 'الأساطير'، مثل معارك ماراثون وثيرموبيلاي (على عكس معركة أكثر حسماً مثل معركة بلاتيا على سبيل المثال)، ربما بسبب ظروف اليونانيين اليائسة واحتمالات النصر الغير مرجحة قبل المعركة. وهناك عدد كبير من المؤرخين قد ذكروا أن سالاميس هي واحدة من أهم المعارك في تاريخ البشرية (على الرغم من أن نفس الوصف يطلق أيضاً كثيراً على معركة ماراثون). وبشكل أكثر مبالغة من هذا الوصف، يقول بعض المؤرخين أنه إذا كان الإغريق قد إنهزموا في سلاميس، فإن الغزو الفارسي لليونان الذي كان سيعقب ذلك كان سيؤثر بشكل فعال على نمو الحضارة الغربية كما نعرفها. ويستند هذا الرأي على أساس أن الكثير من قيم المجتمع الغربي الحديث، مثل العلم والفلسفة والحرية الشخصية والديمقراطية متجذرة في إرث اليونان القديمة. وهكذا، هذه المدرسة الفكرية تقول أنه نظراً لهيمنة الحضارة الغربية في الكثير من التاريخ الحديث، وفإن سيطرة الفرس على اليونان آنذاك قد كانت لتغير بالكامل مسار التاريخ البشري. وهنا يجدر الذكر أن ازدهار الثقافة الأثينيية ذات التأثير الواسع والكبير في الحضارة الأنسانية حدث فقط بعد انتصار الأغريق في الحروب الفارسية.
من الناحية العسكرية، من الصعب استخلاص العديد من الدروس من معركة سالاميس، وذلك بسبب عدم التيقن من صحة الأحداث التي وقعت بالفعل. يبدو أن الحلفاء قد قاموا بإختار أرض المعركة مرة أخرى بشكل جيد لإبطال ميزة التفوق العددى للفرس، ولكن هذه المرة (على عكس ثيرموبيلاي) اضطروا إلى الاعتماد على قيام الفرس بشن هجوم لا لزوم له لكى يكون لهم وضع مؤثر في سير المعركة. وبما أنه قد نجم عن هذا هجوم من الفرس، فربما يكون الدرس العسكري الأكثر أهمية الذي نستخلصة هو استخدام ثيمستوكوليس للخداع لاستحضار رد الفعل المطلوب من العدو.